# 李俊承
李俊承（英語：Lee Choon Seng；1888年—1966年6月5日），又稱李俊承居士，是新加坡独立前时期的企业家与慈善家，他创立了若干企业，并在马来亚耕种橡胶园，开办诸华社银行。他同时也于新加坡数个华社组织，尤其是新加坡中华总商会担任领导职务，并且支援孙中山在中国的革命事业。除此之外，李俊承为在新加坡推广佛教，亦建立了数个佛教机构，其中就包括新加坡佛教居士林、新加坡佛教总会与报恩寺。2008年，怡和轩俱乐部特建纪念堂，以缅怀李俊承的人生及对社会的贡献。

## 早年与个人生活
李俊承于1888年在中国福建省泉州府永春县出生，有一个继哥哥和一个妹妹。其父李立齋（Lee Lip Chai）为谋求财路，移民到马来亚的森美兰州，在当地跑马车、开杂货店，还建会馆、办学校，李俊承随后也到当地与父亲共同管理家业、做慈善。他儿时受傳統道教的浸濡，成年的时候轉信佛教，光明山普觉禅寺的住持宏船法师是他的精神导师。他结过两次婚，膝下有至少15个孩子。

## 献身华社

### 支援孙中山

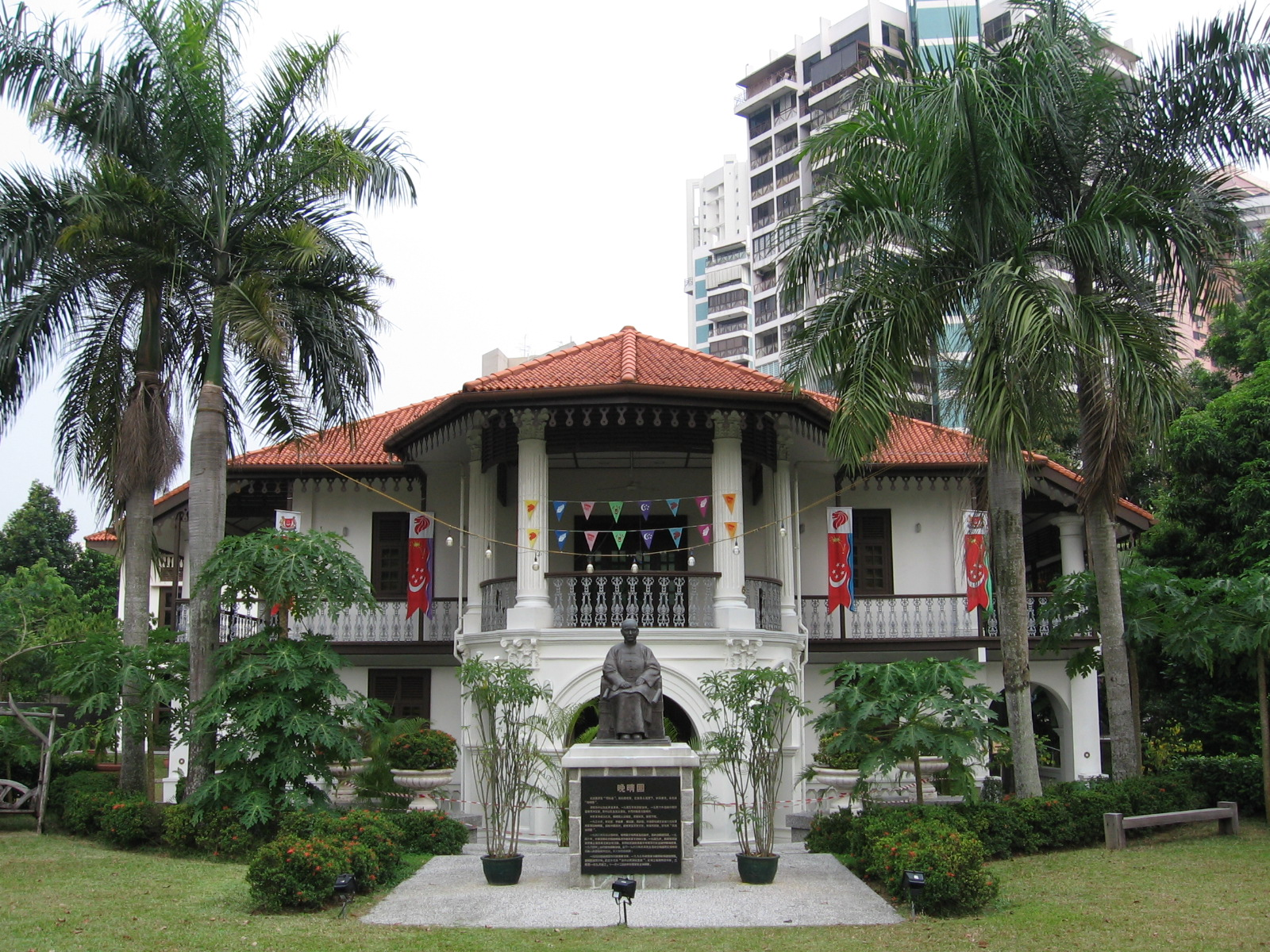
位于新加坡大人路的孙中山南洋纪念馆

李俊承忠于国民党，曾多次与同仁在大人路（Tai Gin Road）的双层别墅晚晴园秘密接见孙中山，也协助南洋华人筹募资金，支援国民党对抗日本及中共。1937年，李俊承和另五位华社领袖将晚晴园购下，以保留这个历史遗迹。晚晴园后来转手给新加坡中华总商会，其负责将之翻新，助升格为国家古迹（今命名为孙中山南洋纪念馆）。

## 献身佛教

### 报恩寺
二战期间，许多日军、英军与平民在推迁山巴西班让战役中的交火与轰炸中丧命。李俊承听了宏船法师的建议后，向英殖民政府买下那座山，有意建造一座佛寺来供奉地藏菩萨，以让这些“亡灵”可以“脱离苦海”。1950年，占地4360.7平方米的报恩寺注册成为无股份的有限公司，李俊承也在1954年4月为其主持开幕仪式。

### 新加坡佛教居士林
新加坡佛教居士林于1943年成立，会员约100名，多数是华社的精英分子。李俊承捐出布莱路（Blair Road）26号的双层建筑物作为办事处，也为其家具及开销贡献1000新元。到了1946年，居士林的会员人数已增至2000人，后来就搬到了金炎路（Kim Yam Road）17号的现址。

### 新加坡佛教总会
战后，新加坡的佛教寺庙与佛教徒剧增，每间庙都各自管理自己的事务，李俊承邀请各华人庙宇派代表到新加坡佛教居士林，商讨统一组织的成立。故新加坡佛教总会于1949年10月30日注册成立，由李俊承担任会长，宏船法师担任副会长。佛教总会成立的前十年，最为显著的功绩包括：成功争取政府于1955年将卫塞节列为公共假日、获政府批准，在蔡厝港路建设占地0.45平方公里的佛教坟场、管理菩提学校和弥陀学校等等。

### 鹿野苑的中国寺庙
1930年代初，李俊承获悉，Tao Chiai法师有意修复唐朝皇帝在公元8世纪于鹿野苑（佛祖在觉悟后首次讲授佛法的地方）建立的中国寺庙。不过，那位法师未能完成此任务就过世了，其弟子持续了这项计划。李俊承个人资助了这项计划，并同其弟子迁往印度，同时带来一名英国工程师，协助与评估修复工作。有关寺庙迄今仍耸立于鹿野苑，名字就叫作鹿野苑的中国寺庙。

## 辞世与纪念

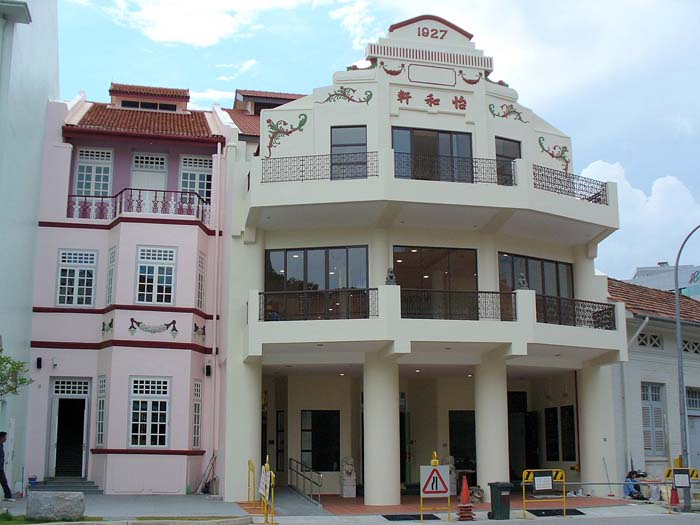
李俊承的一生与社会功绩，今仍于怡和轩所设之展览中纪录

1966年6月5日，李俊承于巴西班让路的家中辞世。2008年11月9日，位于武吉巴苏路的怡和轩在底层特设纪念堂（名为先人纪念堂），以缅怀李俊承的人生及对社会的贡献。

### 注脚
1. 1 2  Serene Luo, "Hall of fame for pioneers of finance", The Straits Times, 10 November 2008.
2. ↑  Lee, "Historical data on Lee Choon Seng".
3. ↑  Lee, "Lee Lip Chai".
4. ↑  Lee, "Acts of Philanthropy in China".
5. ↑  Lee, "His Contribution to Buddhism".
6. ↑  "Leading Singapore banker dies at age 82", The Straits Times, 6 June 1966.
7. ↑  Lee, "Supporter of the Kuomintang and Dr Sun Yat Sen".
8. 1 2  Ong, "Chinese Mahayana Lay organisations", pp. 49—50.
9. ↑  "From Villa to Memorial", The Straits Times, 25 February 1995.
10. ↑  "Poh Ern Shih: History 的存檔，存档日期2007-07-14.", Poh Ern Shih.
11. 1 2  Ong, "Formation of the Singapore Buddhist Federation", pp. 87—8.
12. ↑  Lee, "The Chinese Temple in Sarnath".
13. ↑  信息从先人纪念堂现场获得